# Дирекційний округ Хемніц
Дирекційний округ Хемніц (нім. Direktionsbezirk Chemnitz) — оодин з трьох колишніх дирекційних округів Саксонії. Створений 1 серпня 2008 під час саксонської комунальної реформи та замінив Адміністративний округ Хемніц. У 2012 році об'єднаний з іншими округами в Дирекцію землі Саксонія
Був розташований на заході землі Саксонія. Управління округу називалось «Земельна дирекція Хемніц». 
У нього входили місто Хемніц та райони Рудні Гори, Середня Саксонія, Фогтланд та Цвіккау.